# Take Me Home, Country Roads
Take Me Home, Country Roads ist ein amerikanischer Country-Song, der von John Denver, Bill Danoff und Taffy Nivert Danoff geschrieben wurde. Das Stück wurde 1971 von John Denver mit dem Duo Fat City auf seinem Album Poems, Prayers and Promises veröffentlicht.
Es erreichte Platz 2 der amerikanischen Billboard Hot 100 und wurde mit Gold ausgezeichnet. Im Jahr 2000 wurde es von der ASCAP zum Country-Song des Jahrhunderts gewählt. 2014 wurde das Stück zur offiziellen Hymne West Virginias erklärt.

## Inhalt
Der Text des Stücks beschreibt Gefühle und Gedanken während einer Fahrt auf einer Landstraße nach Hause. Der Fahrer erinnert sich an seine Heimat West Virginia. Der Refrain beschwört den intensiven Wunsch nach Hause zurückzukehren, an den Ort, „wo man hingehört und aus dessen Bergen man stammt“. Im Text erwähnt werden mehrere Reverenzen an den Bundesstaat, wie die Blue Ridge Mountains und der Shenandoah River, aber auch Besonderheiten wie selbstgebrannter Moonshine oder die lokale Bergwerksindustrie.

## Rezeption in West Virginia
Im März 2014 wurde der Song Take Me Home, Country Roads vom Parlament in West Virginia zur offiziellen Hymne erklärt. Bereits seit 1972 wird der Song bei allen Heimspielen des Footballteams West Virginia Mountaineers der West Virginia University gespielt. Als 1980 ein neues Spielfeld eingeweiht wurde, trug Denver das Lied live vor und forderte die Anwesenden zum Mitsingen auf. Seitdem ist das Stück Teil der sportlichen Tradition der Universität.

## Kommerzieller Erfolg

### Chartplatzierungen
| ChartsChartplatzierungen       | Höchstplatzierung | Wochen |
| ------------------------------ | ----------------- | ------ |
| Vereinigte Staaten (Billboard) | 2 (23 Wo.)        | 23     |

| ChartsJahrescharts (1971)      | Platzierung |
| ------------------------------ | ----------- |
| Vereinigte Staaten (Billboard) | 8           |

### Auszeichnungen für Musikverkäufe
| Land/Region                  | Auszeichnungen für Musikverkäufe (Land/Region, Auszeichnung, Verkäufe) | Verkäufe  |
| ---------------------------- | ---------------------------------------------------------------------- | --------- |
| Dänemark (IFPI)              | Gold                                                                   | 45.000    |
| Deutschland (BVMI)           | Gold                                                                   | 250.000   |
| Italien (FIMI)               | Platin                                                                 | 100.000   |
| Neuseeland (RMNZ)            | 5× Platin                                                              | 150.000   |
| Spanien (Promusicae)         | Gold                                                                   | 30.000    |
| Vereinigte Staaten (RIAA)    | Platin                                                                 | 1.000.000 |
| Vereinigtes Königreich (BPI) | 2× Platin                                                              | 1.200.000 |
| Insgesamt                    | 3× Gold · 9× Platin ·                                                  | 2.775.000 |

## Coverversionen
Das Stück ist einer der bekanntesten Country-Songs und wurde von zahlreichen Künstlern wie Ray Charles, Earl Scruggs, Statler Brothers, Tennessee Ernie Ford, Wayne Newton, Lynn Anderson und Olivia Newton-John gecovert. Weitere Aufnahmen stammen von Toots & The Maytals aus dem Jahr 1973 sowie dem Royal Philharmonic Orchestra aus dem Jahr 1987. Kurz vor seinem Tod im Jahr 1997 spielte der hawaiianische Sänger Israel Kamakawiwoʻole im Hawaii Theater live seine eigene Version des Stücks. Die Coverversion der niederländischen Hermes House Band aus dem Jahr 2001 konnte sich elf Wochen in den deutschen Single-Charts halten und erreichte Platz zwei.
Deutsche Varianten des Liedes wurden unter anderem von Daisy Door (Straße der Vergangenheit, 1973), Cindy und Bert (Ich will heim zu dir, 1980), Jonny Hill (Dieser Weg führt nach Haus, 1992) und den Rockys (2017) herausgebracht. Die niederländischen DJs und Musikproduzenten Atmozfears und Sound Rush veröffentlichten im Dezember 2021 ein Hardstyle-Cover des Songs auf dem Label Q-Dance.

## Verwendung in Film und Spiel
Im japanischen Animefilm Stimme des Herzens – Whisper of the Heart übersetzt eine Schülerin den Song für den Chor ihrer Schule ins Japanische. Das Stück, in Concrete Road umbenannt, beschreibt einen Stadtteil Tokios. Auch die Version von Olivia Newton-John ist Teil des Soundtracks. Der Song wird auch in Steven Soderberghs Film Logan Lucky und in Kingsman: The Golden Circle verwendet. Im Spiel Fallout 76 ist eine Coverversion der Gruppe Spank Teil des Soundtracks.